# Таиши Тагучи
Таиши Тагучи (јап. 田口 泰士; 16. март 1991) јапански је фудбалер.

## Каријера
Током каријере је играо за Нагоја Грампус и Џубило Ивата.

## Репрезентација
За репрезентацију Јапана дебитовао је 2014. године. За тај тим је одиграо 3 утакмице.

## Статистика
| Јапан  | Јапан   | Јапан  |
| Година | Наступи | Голови |
| ------ | ------- | ------ |
| 2014.  | 3       | 0      |
| Укупно | 3       | 0      |